# Richard Blackburn
Richard Blackburn (né le 13 avril 1951 à Chicoutimi) est un artiste québécois. Concepteur et gestionnaire, il est le directeur général et artistique du Théâtre de la Dame de Cœur depuis 1978.

## Jeunesse et formation
Richard Blackburn naît à Chicoutimi le 13 avril 1951. Il est le deuxième d'une famille de quatre enfants. S'intéressant aux sciences, à l'architecture et à la science-fiction, Blackburn découvre le théâtre à 13 ans. L'expérience est déterminante pour le reste de sa vie.
Il fait ses études secondaires au Séminaire de Chicoutimi, puis déménage dans la région de Montréal et joint les premières cohortes de l'école de théâtre du collège Lionel-Groulx. Sachant déjà à l'époque que sa place est dans le monde du théâtre mais qu'il ne sera pas acteur, Richard Blackburn complète sa formation, puis sélectionne quelques cours à l'Université du Québec à Montréal en fonction des professeurs et de ses intérêts.

## Carrière
« Je portais en moi ce goût d’aller travailler en région et une occasion nous a permis de le faire. On était partis avec des principes simples : trouver une nouvelle façon de pratiquer notre métier, travailler de manière éclatée sur le plan scénographique et, surtout, se laisser influencer par l’environnement. »

— Richard Blackburn, Le Théâtre de la Dame de coeur, 40 ans de persévérance et d’audace
Blackburn commence sa carrière dans le monde théâtral au cours des années 1970. Après plusieurs collaborations, il fait partie d'un groupe d'artistes qui fonde la Société culturelle du lys au milieu de la décennie. Après un certain temps à Montréal, puis à Roxton Falls, Blackburn contribue à l'établissement du groupe à Upton, sur le domaine de la Dame de Cœur. Ne pouvant pas acheter ou louer les lieux, le groupe le squatte pendant une dizaine d'années, vivant dans une grande pauvreté et produisant, à l'aide de bénévoles, des spectacles qu'il présente généralement dans le Vieux Moulin, mais également en tournée en Estrie et en Montérégie.
Richard Blackburn travaille à plusieurs facettes des productions du Théâtre de la Dame de Cœur (TDC), qui présente plusieurs spectacles par année au début des années 1980, puis un spectacle aux deux ans à partir du milieu de la décennie. Blackburn gère également la transformation des installations d'Upton, contribuant ainsi notamment à l'établissement d'une grande scène extérieure permettant une meilleure intégration des décors et marionnettes géantes, spécialité que le théâtre développe peu à peu. Blackburn en profite pour créer un système de bretelles chauffantes hydrauliques rattachées à chaque siège de la salle, système qu'il brevette en 1990. L'invention est mise à disposition du public deux ans plus tard.
Le théâtre est reconnu officiellement par la ville d'Upton et d'autres instances à l'aube des années 1990. Afin de mettre en lumière la compagnie, Blackburn participe au cours de cette décennie à plusieurs émissions de variétés et multiplie les collaborations. Ainsi, notamment, il co-organise le défilé du 350e anniversaire de Montréal en 1992. Il crée également des productions pour plusieurs éditions de la semaine mondiale de la marionnette ainsi que pour des événements et organismes provinciaux.

Au début des années 2000, le parcours entrepreneurial de Richard Blackburn soulève une certaine reconnaissance. Ainsi, il est notamment l'objet d'une étude de cas enseignée par HEC Montréal. À la même époque, la notoriété du théâtre dépasse les frontières canadiennes et Blackburn est amené à collaborer et réaliser des projets internationaux. Le théâtre collabore ainsi à des productions dans des pays tels les États-Unis, la Chine, le Japon, la Norvège et le Mexique.
Blackburn crée le spectacle Wintuk (en) à cette époque. Fruit d'une collaboration entre le TDC et le Cirque du Soleil, le spectacle est présenté au Hulu Theater du Madison Square Garden de New York pendant les 10 semaines précédant les fêtes de fin d'année entre 2007 et 2011. Malgré un accueil froid par la presse new-yorkaise, le spectacle connaît un certain succès, suscitant environ 750 000 entrées au cours des deux premières saisons.

## Prix et distinctions
- 2021 : Médaille du Lieutenant-gouverneur du Québec pour mérite exceptionnel
- 2016 : Prix CALQ - Créateur de l'année en Montérégie[9]
- 2013 : Membre honoraire du Conseil montérégien de la culture et des communications (CMCC)
- 2008 : Mercuriades - Contribution au développement économique et régional[10]
- 2006 : Prix Hommage de la Société des Attractions Touristiques du Québec
- 2003 : Personnalité de la semaine de La Voix de l'Est
- 2002 : Personnalité touristique de la Montérégie
- 1995 : Personnalité du mois du Courrier de St-Hyacinthe
- 1992 : 
  - Médaille du 125e anniversaire du Canada
  - Personnalité de la semaine La Presse
- Boursier du Conseil des Arts du Canada et du Ministère des Affaires culturelles du Québec (Bourse A)